# PcW16
PcW16 je poslední sériově vyráběný osmibitový počítač. V roce 1995 zakončil řadu PCW počítačů firmy Amstrad zaměřených na kanceláře, resp. určených jako moderní náhrada psacího stroje. 
Počítač obsahuje procesor Z80 běžící rychlostí 16 MHz Vedle 1 MB DRAM pro data obsahuje také 1 MB SRAM, v níž byl uložen BIOS, operační systém a programy.
PcW16 je dále vybaven černobílou grafikou 640 * 480 bodů, zabudovaným monochromatickým monitorem (jak je u modelů PCW zvykem), myší standardu PC se sériovým konektorem, klávesnicí typu PC-AT (standard PS/2, 102 kláves, některé klávesy jsou výrazně barevně odlišeny), sériovým a paralelním rozhraními a disketovou jednotkou 3,5". Na rozdíl od předchozích modelů PCW nebyl standardně dodáván s tiskárnou. Počítač nemá expanzní konektor pro HW rozšíření, pro některé je vyhrazeno místo přímo na základní desce. Další zařízení lze připojovat přes paralelní rozhraní (např. typicky amstradovskou 3" disketovou jednotku pro převod souborů ze starších PCW pomocí programu LocoLink).
Na rozdíl od svých předchůdců pracuje v grafickém operačním systému nazvaným Rosanne, vizuálně připomínajícím systém Apple Macintoshe (System 6). Bootuje (asi za 20 s) přímo do grafického rozhraní a má správce úloh, který umožňuje přepínat mezi aplikacemi – menu každé aplikace obsahuje jako první položku "Tasks". Systém obsahuje balík programů pro "home office" – textový procesor, tabulkový procesor, adresář, kalendář/diář a připomínkovač/budík, kalkulačku a správce souborů. Dokáže číst a zapisovat na diskety formátované staršími typy PCW, jako nativní disketový formát však již používá dobový standard počítačů PC s rozšířenou délkou jmen souborů (31 znaků). Díky grafice poskytuje při práci s textem WYSIWYG. Počítač umí číst dosavadní datové formáty PCW, používá však novější ze světa PC (texty ukládá v RTF). Podporuje laserové, inkoustové a klasické 24-jehličkové tiskárny (nikoliv 9-jehličkové). 
Počítač nebyl příliš úspěšný, jednak nebyl plně kompatibilní s předchozími typy PCW (neběžel už na CP/M, který jen mohl emulovat) a přes své kvalitní programové vybavení nebyl tak univerzální jako běžná PCčka, proto pro něj nevznikaly nové programy, také nebyl využitelný pro moderní komunikaci na internetu. Na rozdíl od tehdejších PC s harddisky počítač ukládá data pouze na disketu a zabudovaná SRAM nemá dostatečnou kapacitu pro externí aplikace, které však nejdou spouštět ani z diskety, neboť ta je určena jen pro ukládání dat. Nevznikly ani slibované HW doplňky (1 MB RAM, 2 MB SRAM, ext. disk. jednotka, ROM modul, modul pro připojení harddisku, VGA karta).